# Tapacul del Chocó
El tapacul del Chocó (Scytalopus chocoensis) és una espècie d'ocell de la família dels rinocríptids (Rhinocryptidae).

## Hàbitat i distribució
Habita el sotabosc dels boscos de muntanya pel vessant del Pacífic de Panamà i des de l'oest de Colòmbia cap al sud fins al nord-est de l'Equador